# Калигула в культуре и искусстве
Образ третьего древнеримского императора Калигулы (Гай Юлий Цезарь Август Германик) в культуре и искусстве сформировался под влиянием негативных оценок современников. Калигула долгое время воспринимался как безумный император, склонный к тирании и сладострастию.

## Античность
Основными историческими источниками по правлению Калигулы являются сочинения Луция Аннея Сенеки (вероятно, был знаком с императором лично), Филона Александрийского (встречался с ним, возглавляя делегацию александрийских евреев), Иосифа Флавия, Гая Светония Транквилла и Диона Кассия, но все они настроены к императору весьма отрицательно. Часто ссылавшийся на примеры из современной ему эпохи Сенека относился к Калигуле с неприкрытой неприязнью. Личность императора вызывает антипатию и у Филона. Описание правления Калигулы Иосифом Флавием характеризуются морализаторством в ущерб точности и непротиворечивости сообщаемых сведений. Светоний, построивший биографию Калигулы на противопоставлении немногочисленных положительных деяний и обширного перечня зверств, нередко пересказывал слухи об императоре, хотя в его распоряжении были и официальные документы. Описанию Калигулы-чудовища он уделил вдвое больше места, чем перечислению заслуг императора. Единственным автором, оставившим хронологически последовательное изложений событий в правление Калигулы с некоторыми отступлениями, был Дион Кассий, чья 59-я книга, впрочем, сохранилась со значительными лакунами. Он относился к Калигуле резко отрицательно, осуждая даже те его мероприятия, которые счёл разумными Светоний.

## Новое время
На протяжении всего нового и новейшего времени сравнения с известным персонажем древнеримской истории обычно носили негативный характер. Так, гуманист Марк Антуан Мюре, призывая слушателей своих лекций искать параллели с современностью не в республиканской, а в более близкой по духу императорской эпохе, напоминал им, что даже в правление Тиберия, Калигулы и Нерона жили добрые и благоразумные люди. Он также не нашёл в современной ему Европе ни одного правителя, который смог бы сравниться с этими тремя «плохими» императорами. Жан де Лафонтен сравнил Льва, главного героя басни «Двор Льва», с Калигулой. Ориентируясь на пример Лукиана, Франсуа Фенелон написал «Диалоги мёртвых», в которых известные исторические личности обсуждают различные вопросы. В 49-м диалоге «Диалогов» Калигула и Нерон сравнивают свои правления, которые закончились для них неожиданно и катастрофически. В 1672 году Калигула впервые стал главным героем оперы «Калигула в бреду» (Caligula delirante) Джованни Мария Пальярди, в которой показывалось безумие правителя. Проблему негативных последствий неограниченной власти постарался раскрыть в 1698 году в трагедии «Калигула» драматург Джон Краун. В 1704 году либретто Доменико Гисберти легло в основу оперы Георга Филиппа Телемана «Гай Калигула» с почерпнутыми из античных источников рассказами о безумии, подражании Юпитеру, любви к Луне и приёме афродизиака.
В начале XIX века правление Калигулы неоднократно становилось источником вдохновения во французской драматургии: пьесы по мотивам его жизни написали Николя Бразье, Теофиль Марион Дюмерсан, Шарль д’Утрепон и Александр Дюма-отец. В 1822 году британский депутат-виг Генри Петти-Фицморис, 3-й маркиз Лансдаун критиковал высокие, по его мнению, налоги в Великобритании, проводя параллели с желанием Калигулы купаться в золоте. Александр Пушкин в оде «Вольность» сравнил Павла I с Калигулой. В памфлете 1894 года «Калигула. Исследование о безумии римского императора» Людвиг Квидде попытался связать подчинение населения и самовозвеличивание правителя, однако сочинение было воспринято как сатира на правление кайзера Вильгельма II и на царившие в современной автору Германии нравы. Сцену убийства Калигулы пересказал Август Стриндберг в исторической миниатюре «Кровожадный зверь» (1905 год). В 1917 году польский драматург Кароль Губерт Ростворовский написал психологическую драму «Гай Цезарь Калигула». У Ростворовского Калигула впервые выступает не как сумасшедший, а лишь как глубоко порочный человек.

## Современность
В 1938 году Альбер Камю начал писать пьесу «Калигула» (закончена в 1944 году), в которой император показан стремящимся к полному раскрепощению личности, но пришедшим к «полному нигилизму и внутреннему краху».
В конце 1940-х и начале 1950-х распространение агрессивно антикоммунистического движения маккартизма в американской публицистике неоднократно сравнивалось с римской историей. Опальный сценарист Альберт Мальц перенёс это сравнение в сюжет художественного фильма 1953 года «Плащаница». Калигула в его интерпретации действует в духе маккартизма, а преследуемыми оказываются христиане. И «Плащаница», и роман Роберта Грейвса «Я, Клавдий» (1934; телеэкранизация в 1976), и фильм «Калигула» Тинто Брасса (1979) представляют Калигулу как безумного правителя, хотя все вышедшие в этот период академические биографии носили в той или иной степени апологетический характер.
Ирландский историк Дэвид Вудс полагает, что литературный сюжет о «назначении» коня Инцитата консулом отражён в комиксах о Судье Дредде, где Главный Судья Кал (англ. Cal) сделал своим заместителем аквариумную рыбку.

## Калигула в произведениях искусства и массовой культуры

### Театр и музыка
- 1917 — «Конь в Сенате», водевиль в одном действии Леонида Андреева.
- 1945 — пьеса «Калигула» Альбера Камю.
- 1991 — песня «Калигула» из альбома «Зомби» рок-группы «Крематорий».
- 2012 — альбом «Caligula» группы «Ex Deo».
- Кавер-группа «Калигула»
- Sodom — песня «Caligula»

### Фильмы

#### Художественные фильмы
- 1937 — «Я, Клавдий» (США) режиссёра Джозефа фон Штернберга; в роли Калигулы — Эмлин Уильямс.
- 1953 — «Плащаница» (США) режиссёра Генри Костера; в роли Калигулы — Джей Робинсон?!.
- 1954 — «Деметрий и гладиаторы» (США) режиссёра Делмера Дэйвса; в роли Калигулы — Джей Робинсон?!.
- 1964 — «Гладиатор Мессалины» (Италия, Франция) режиссёра Умберто Ленци; в роли Калигулы — Чарльз Борромел.
- 1968 — «Цезари[англ.]» (Великобритания) режиссёра Дерека Беннета; в роли Калигулы — Ральф Бейтс[англ.].
- 1976 — «Я, Клавдий» (Великобритания) от Би-Би-Си, в роли Калигулы — Джон Хёрт.
- 1977 — «Тёплые ночи Калигулы[итал.]» (Италия) режиссёра Роберто Бьянки Монтеро[итал.].
- 1979 — «Калигула» (Великобритания, США, Италия) режиссёра Тинто Брасса, в роли Калигулы — Малкольм Макдауэлл.
- 1981 — «Калигула и Мессалина» (Франция) режиссёров Жан-Жака Рено, Бруно Маттеи, Антонио Пассалия; в роли Калигулы — Владимир Брайович.
- 1982 — «Калигула — нерассказанная история[итал.]» (Италия) режиссёра Джо д’Амато; в роли Калигулы — Дэвид Брэндон.
- 1984 — «Наша эра» (Италия, Великобритания, США) режиссёра Стюарта Купера; в роли Калигулы — Джон Макинери.
- 1995-2001 — «Бог, которого ты знал», 12-я серия 6-го сезона сериала «Зена — королева воинов»; в роли Калигулы — Роберт (Алексис) Аркетт.
- 1996 — «Калигула» (Венгрия) режиссёра Шандора Ч. Надя; в роли Калигулы — Саболч Хайду.
- 2004 — «Римская империя: Нерон» (Италия, Испания, Великобритания) режиссёра Пола Маркуса (второй эпизод мини-сериала «Империй»); в роли Калигулы — Джон Симм.
- 2004 — «Железное небо: Грядущая раса» — Франческо Итальяно.

#### Документальные фильмы
- 2006  — «Безумные римские императоры[сербохорв.]» (Хорватия) режиссёра Домагоя Бурича. Калигуле посвящена первая серия[18].
- 2009 — «Тираны Древнего мира[англ.]» (Канада) режиссёров Оскара Чана и Энди Уэбба.
- 2012 — «Калигула: 1400 дней террора» (США) автора сценария и режиссёра Брюса Кеннеди. В роли Калигулы — Лоуэл Бирс.
- 2012 — «The Secret Life of...» (Канада, Великобритания), 4 серия 1 сезона.
- 2013 — «Калигула. Что это было» (Великобритания) с ведущей Мэри Бирд.
- 2019 — третий сезон докудрамы «Римская империя: Власть крови[англ.]» (Канада, США). Роль Калигулы исполнил Идо Дрент.
- «Калигула: нездоровая страсть императора» (Украина) из цикла «В поисках истины».